# Squadra antillana olandese di Coppa Davis
La squadra antillana olandese di Coppa Davis rappresentava le Antille Olandesi nella Coppa Davis, ed era posta sotto l'egida della Netherlands Antilles Tennis Federation (NATF).
La squadra partecipò alla competizione dal 1998 al 2011, e non ha mai fatto parte del World Group.

## Organico 2011
Aggiornato al match contro il Perù del 4-6 marzo 2011.
- Alexander Blom (ATP doppio #501)
- Martijn van Haasteren (ATP doppio #657)
- Nick van Rosberg (ATP #)
- David Josepa (ATP #)